# Masao Tsuchida
Masao Tsuchida (jap. 土田 証雄, Tsuchida Masao; * 9. September 1953) ist ein japanischer Badmintonspieler. 

## Karriere
Masao Tsuchida gewann 1975 seinen ersten Titel bei den nationalen japanischen Meisterschaften im Herrendoppel mit Yoshitaka Iino. 1977, 1978 und 1980 gewannen beide dort erneut. 1978 siegten sie gemeinsam im Doppel bei den Denmark Open. Bei der Weltmeisterschaft 1977 wurde Masao Tsuchida Neunter im Einzel, 1980 Fünfter.

## Sportliche Erfolge
| Saison | Veranstaltung                | Disziplin    | Platz | Partner        |
| ------ | ---------------------------- | ------------ | ----- | -------------- |
| 1975   | Japan: Einzelmeisterschaften | Herrendoppel | 1     | Yoshitaka Iino |
| 1977   | Weltmeisterschaft            | Herreneinzel | 9     | -              |
| 1977   | Japan: Einzelmeisterschaften | Herrendoppel | 1     | Yoshitaka Iino |
| 1978   | Denmark Open                 | Herrendoppel | 1     | Yoshitaka Iino |
| 1978   | Japan: Einzelmeisterschaften | Herrendoppel | 1     | Yoshitaka Iino |
| 1980   | Weltmeisterschaft            | Herreneinzel | 5     | -              |
| 1980   | Weltmeisterschaft            | Herrendoppel | 5     | Yoshitaka Iino |
| 1980   | Japan: Einzelmeisterschaften | Herrendoppel | 1     | Yoshitaka Iino |